# Малинин, Александр Николаевич (инженер)
Александр Николаевич Малинин (1910—1955) — советский горный инженер, лауреат Сталинской премии.

## Биография
Родился 07.06.1910 в Саратове. Член КПСС с 1937 г.
Окончил Московский горный институт (1935).
С 1937 г. работал в медной промышленности. С 1938 г. начальник Главного управления меднорудной промышленности. С 1940 г. заместитель наркома цветной металлургии СССР.
В 1941 г. назначен директором Южно-Уральского никелевого комбината (г. Орск Оренбургской области). Благодаря освоению новых скоростных методов плавки в 1943 г. комбинат увеличил добычу руды и выпуск готовой продукции в 2,5 раза по сравнению с 1940 г.
Приказом #795К от 24.12.1943 народного комиссара цветной металлургии СССР назначен начальником Главного управления золотоплатиновой промышленности «Главзолото».

## Награды и звания
- Сталинская премия 3 степени (1946 год) — за разработку и внедрение нового метода форсированной плавки агломерата из окисленных никелевых руд, обеспечившего значительное увеличение выплавки никеля.
- Орден Ленина (1943);
- Орден Трудового Красного Знамени (1939);
- Медали.